# Directeur technique national
Pour les articles homonymes, voir DTN.
Le directeur technique national (DTN) est, en France, en Belgique et dans les pays d'Afrique francophone, le responsable d'un sport et de sa mise en place au niveau national.  
Il est, du moins en France, sous la double autorité du ministre chargé des sports et du président de sa fédération. Il organise la politique fédérale au niveau de la formation des cadres, de la promotion du sport et le plus souvent définit une gestion du haut niveau dans la discipline. 
Il est en principe un technicien de très haut niveau dans sa spécialité sportive. 

## Les DTN en France
Le ministère chargé des Sports indique sur son site officiel que le titulaire de ce poste est responsable :
- « de l’ensemble des équipes de France et de la politique sportive de haut niveau,
- de la formation et du perfectionnement des cadres,
- de la coordination des actions entre leur fédération et les fédérations sportives affinitaires, le sport scolaire et universitaire et le sport militaire,
- de la cohérence des projets sportifs de la fédération avec les orientations du ministère des sports,
- de la nomination des entraîneurs nationaux (EN), des cadres techniques nationaux (CTN) et régionaux (CTR). »

En 2021, en on compte 64 qui « concourent à la définition de la politique sportive fédérale, veillent à sa mise en œuvre, et contribuent à son évaluation ».
Néanmoins, il existe, en 2022, une volonté de réformer le statut des DTN, ce qui n'est pas sans déclencher une « fronde des cadres techniques ».
Voici la liste des DTN des fédérations olympiques :
| Sport                | DTN                   | Depuis |
| -------------------- | --------------------- | ------ |
| Athlétisme           | Patrick Ranvier       | 2021   |
| Badminton            | Jérôme Careil         | 2021,  |
| Baseball             | Stephen Lesfargues    | 2013   |
| Basket-ball          | Alain Contensoux      | 2018   |
| Cyclisme             | Christophe Manin      | 2017   |
| Escrime              | Jean-Yves Robin       | -      |
| Equitation           | Sophie Dubourg        | 2013   |
| Football             | Hubert Fournier       | 2017   |
| Handball             | Pascal Bourgeais      | 2021   |
| Judo                 | Sébastien Mansois     | 2022   |
| Natation             | Jacques Favre         | 2015   |
| Rugby à XIII         | Jacques Pla           | 2018,  |
| Rugby à XV et à sept | Olivier Lièvremont    | 2022   |
| Ski                  | Pierre Mignerey       | 2022   |
| Tennis               | Didier Retière        | 2025   |
| Tennis de table      | Jean-Nicolas Barelier | 2021   |
| Volley-ball          | Axelle Guiguet        | 2017   |

Il existe aussi une liste des DTN des fédérations non olympiques

## Les DTN dans les autres pays francophones
L'intitulé de la fonction est repris dans certains pays.
Néanmoins, les rôles peuvent varier sensiblement dans la mesure où chaque pays a sa propre organisation administrative.

### En Belgique
En 2017, le directeur technique national du cyclisme est Jos Smeets. En 2020, Frédéric Cocqu est celui de rugby à XV. En 2024, Vincent Mannaert est celui du football.

### A Monaco
Marcel Pietri est le directeur technique national de la Fédération monégasque de judo.

### Au Sénégal
En 2020, le directeur technique national du basket-ball est Moustapha Gaye.

### En Tunisie
Nour Ichrak Takrouni est DTN de canoë-kayak de 2018 à 2021.